# Cheung gong 7 hou
Cheung gong 7 hou (chin. kant. 長江七號, także CJ7) – komedia fantastycznonaukowa wyprodukowana w 2008 roku w Hongkongu. Reżyserem, współscenarzystą, producentem i odtwórcą głównej roli był Stephen Chow.

## Fabuła
Chow Ti jest biednym robotnikiem budowlanym żyjącym w slumsach. Po śmierci żony samotnie wychowuje syna Dicky’ego. Chcąc, aby jego dziecko zaszło w życiu znacznie wyżej niż on sam, niemal wszystkie pieniądze przeznacza na czesne syna w elitarnej, prywatnej szkole. Kolegami Dicky’ego są tam dzieci z zamożnych rodzin, które wyśmiewają jego brudne ubrania i rozwalające się buty. Bawią się najdroższymi zabawkami, o których Dicky może tylko pomarzyć. Pewnego dnia, przeszukując jak zwykle wysypisko śmieci w poszukaniu butów dla syna, Chow Ti znajduje coś wyglądającego jak piłka. Zabiera ją dla syna. Wkrótce okazuje się, że jest to kosmiczna zabawka, pozostawiona na Ziemi przez przybyszów z innej planety.

## Obsada
- Stephen Chow jako Chow Ti
- Xu Jiao jako Dicky Chow
- Kitty Zhang Yugi jako panna Yuen
- Chi Chung Lam jako szef
- Lee Shing-cheung jako pan Cao
- Lei Huang jako Johnny
- Min Hung Fung jako nauczyciel WF-u

## Produkcja i dochód
Budżet filmu wyniósł około 20 mln dolarów amerykańskich. Dochód z jego dystrybucji wyniósł nieco ponad 47 mln dolarów. Zdjęcia realizowano w mieście Ningbo w Chińskiej Republice Ludowej. W głównej roli dziecięcej obsadzona została dziewięcioletnia wówczas dziewczynka Xu Jiao, choć grany przez nią bohater jest chłopcem.

## Nagrody
Film otrzymał cztery nominacje do Hong Kong Film Award, głównej nagrody w kinematografii Hongkongu. Uzyskał jedną statuetkę – dla Xu Jiao za najlepszy debiut.